# Noël Demeulenaere
Noël Demeulenaere (15 september 1938) is een Belgische politicus, zakenman en wielermecenas.

## Biografie
Demeulenaere studeerde Toegepaste Economische Wetenschappen. Hij ging in 1959 werken voor Roger De Clerck, met wie hij het textielbedrijf Beaulieu uitbouwde. Hij bleef 45 jaar lang een van de belangrijke figureren in het bedrijf, tot hij er in 2005 op 66-jarige leeftijd mee stopte.
Met tientallen anderen kwam Demeulenaere meermaals in aanraking met het gerecht wegens onderzoeken naar financiële wanpraktijken bij Beaulieu. Ook zelf werd hij beschuldigd van actieve corruptie en tijdens een onderzoek in 2006 belandde hij een paar weken in de cel. Begin jaren 90 werd hij eens veroordeeld voor het bezit van een radardetector tegen snelheidscontroles en eens voor onregelmatigheden in de verkoop van aandelen van een hotel in Kortrijk.

## Politiek
Demeulenaere was in Wielsbeke actief in de gemeentepolitiek met de lokale lijst WDV (Welvaart door Vrede). Na de gemeentelijke fusies werd hij in 1977 een legislatuur schepen in Wielsbeke. In 1983 werd hij er burgemeester. Hij bleef twee bestuursperioden burgemeester, tot 1994. Na 1994 nam hij niet deel aan de gemeenteraadsverkiezingen en werd hij OCMW-voorzitter in Wielsbeke, wat hij ook na de verkiezingen van 2000 bleef. In 2006 was hij nog eens lijstduwer en haalde hij nog het hoogste aantal stemmen op de lijst WDV. Enkel Jan Stevens van de CD&V-lijst haalde meer voorkeurstemmen. Na die verkiezingen zou hij nog een halve bestuursperiode OCMW-voorzitter blijven. In de zomer van 2007 verliet hij de politiek en stopte als OCMW-voorzitter en gemeenteraadslid.

## Wielrennen
Demeulenaere was actief binnen het wielrennen en was de bezieler van meerdere ploegen. De liefde voor de koers verkreeg hij van Boudewijn Devos, een amateurrenner uit Sint-Baafs-Vijve. Demeulenaere volgde de liefhebber naar een tal van koersen.
Zijn eerste samenwerking was die met de Flandriaploeg als Beaulieu-Flandria in 1972. Daarna was hij de drijvende kracht achter verschillende ploegen, waaronder Hitachi, Collstrop, Palmans, Domo, ABX en Chocolade Jacques. Demeulenaere werkte in zijn wielercarrière samen met verscheidene toppers uit de wielerwereld. Tot op late leeftijd bleef hij actief bij de organisatie van Dwars door Vlaanderen samen met dorpsgenoot Carlo Lambrecht.
In 2007 haalde hij samen met Jef Braeckevelt de start van een etappe in de Tour de France naar Waregem. Het was de langste etappe van de hele Tour en bracht het peloton, na Engeland en België te hebben aangedaan, weer terug in Frankrijk. 